# Деннистон, Алистер
Александр (Алистер) Гатри Деннистон (англ. Alexander (Alastair) Guthrie Denniston; 1 декабря 1881, Гринок, Шотландия, Великобритания — 1 января 1961, Лимингтон, Гэмпшир, Англия, Великобритания) — британский криптограф, первый директор спецслужбы «Центр правительственной связи», занимавший этот пост в 1919−1942 годах. Бронзовый призёр Олимпийских игр 1908 года (хоккей на траве).

## Биография
Алистер (по документам — Александр) Деннистон родился в Гриноке (Шотландия) в семье врача, получил образование в Боннском и Парижском университетах.
Играл в хоккей на траве за «Карфу» из Глазго и «Эдинбург». В 1908 году вошёл в состав сборной Шотландии по хоккею на траве на летних Олимпийских играх в Лондоне и завоевал бронзовую медаль, которая пошла в зачёт Великобритании. Играл на позиции полузащитника, провёл 2 матча, пропустил 6 мячей (все — от сборной Англии).
Во время первой мировой войны Деннистон принимал участие в создании Комнаты 40 — криптографической службы Адмиралтейства, и занимал должность заместителя её директора:8. После войны Деннистон в звании капитана 3-го ранга перешёл на работу в Оксфордский университет, где преподавал немецкий язык. В 1919 году Комната 40 была расформирована, и на её базе, а также базе криптографического подразделения разведки британской армии MI1b была сформирована «Правительственная школа кодирования и шифрования», ПШКШ (Government Code and Cypher School, GC&CS, в 1946 году переименована в Центр правительственной связи (Government Communications Headquarters, GCHQ)), руководителем которой был назначен Алистер Деннистон. Изначально ПШКШ была под контролем Адмиралтейства и располагалась в Лондоне. Функции школы официально заключались в «консультировании государственных ведомств по поводу безопасности кодов и шифров и оказании помощи в их предоставлении», но наряду с этим, ей было вменено в обязанности «изучить методы шифрования, используемые иностранными державами». В 1922 году по инициативе лорда Керзона ПШКШ была передана из Адмиралтейства под контроль министерства иностранных дел. С 1925 года ПШКШ и британская внешняя разведка MI6 располагались на соседних этажах одного здания, напротив Сент-Джеймсского парка.
В период с 1919 по 1939 годы ПШКШ проявляла мало интереса к радиоперехвату и ограничивалась в основном телеграфной перепиской иностранных представительств, располагавшихся на территории Великобритании, остальные вопросы были в ведении военных. Кроме того, руководство страны рассматривало криптоаналитиков в этот период не как радиоразведчиков, а как исследователей, подлежащих в военное время мобилизации в интересах вооружённых сил, поэтому в ПШКШ направляли не самых лучших специалистов. Лишь в 1939 году в преддверии начала второй мировой войны Деннистон привлёк к работе в ПШКШ преподавателей Оксфорда и Кембриджа, в том числе профессора Алана Тьюринга, Гордона Уэлшмана и шахматистов  Стюарта Милнер-Берри и Конела Хью О’Донела Александера. Позже эту четвёрку прозвали «злыми дядьками» (The Wicked Uncles) за их вклад в криптографию. Наряду с кадровыми вопросами, Деннистон организовал развёртывание ПШКШ на новом месте — в Блетчли-парке, в 76 километрах к северу от Лондона. Выбор места был обусловлен удобным пересечением главных дорог, телеграфным сообщением и хорошим железнодорожным сообщением с Оксфордом и Кембриджем. Деннистон принимал участие в разработке технического проекта обустройства объекта и организации переезда. Блетчли-Парку было дано кодовое имя «Station X». После тщательной подготовки в августе 1939 года под прикрытием охотничьей компании специалисты по взлому кодов переехали Блетчли-Парк.
Наряду с подготовкой к перебазированию ПШКШ, Деннистон участвовал в сотрудничестве с польскими криптографическими службами. Летом 1939 года, когда стало ясно, что Польше вряд ли удастся остановить грядущее немецкое вторжение, руководство страны приняло решение передать часть криптографического оборудования, результатов исследований и файлов союзникам — Великобритании и Франции. 25 июля 1939 года по поручению польского Генерального штаба специалисты Бюро шифров показали представителям союзников свои достижения в криптоаналитике, в частности результаты взлома немецкой шифровальной машины «Энигма». Криптоаналитики Франции и Великобритании сами не проводили исследований «Энигмы» вплоть до 1939 года, возможно, считая машину неуязвимой. От Великобритании во встрече участвовали Алистер Деннистон, Дилли Нокс и представитель Королевского флота Хэмфри Сэндвис, ответственный за радиоперехват и пеленгацию станций противника. Поляки обязались дать каждой стране реконструированную модель (копию) «Энигмы», а также часть польского оборудования, в том числе листы Зыгальского и Бомбу Реевского. Уже после оккупации Польши Германией, сотрудничество британских, французских и польских криптографов продолжалось, в том числе на базе «ПК Бруно» под Парижем.
Деннистон руководил работой ПШКШ, пока не был госпитализирован в июне 1940 года из-за мочекаменной болезни. Оправившись от болезни, в 1941 году он вылетел в США для налаживания сотрудничества с американскими криптографами, включая Уильяма Фридмана. В конце 1941 года Деннистон переехал в Лондон, где сосредоточился на работе по взлому дипломатической переписки:10.
Несмотря на полученную от поляков информацию по взлому «Энигмы», Деннистон по крайне мере до лета 1940 года занимал пессимистическую позицию в отношении возможностей взлома более сложного германского военно-морского шифра. Однажды Деннистон сказал руководителю Военно-морского отдела Блетчли-парка: «Знаете, немцы не думают, что вы читаете их сообщения, и я не ожидаю, что вы когда-либо это сделаете». Но успехи А.Тьюринга и его команды опровергли пессимизм Деннистона.
Правительство Великобритании тщательно скрывало успехи в расшифровке немецких шифров как от противника, так и от руководства СССР. Так, для передачи сведений «Ультра» в СССР использовалась швейцарская организация Lucy, располагавшая по легенде источником в верхах немецкого руководства. Информацию, полученную от Lucy, передавал в СССР резидент советской разведки в Швейцарии Шандор Радо.
В октябре 1941 года Тьюринг, Уэлшман, Милнер-Барри и Александер обратились, не уведомив Деннистона, напрямую к премьер-министру Черчиллю с письмом, в котором жаловались на нехватку кадров и медленное реагирование на их предыдущие запросы. В своём письме они также давали высокую оценку энергии и способностям командора Эдварда Тревиса. Черчилль отреагировал на это письмо незамедлительно, приказав своим подчинённым «действовать сегодня же» и предоставить криптоаналитикам всё, в чём они нуждались. За этим последовала реорганизация GC&CS в феврале 1942 года. Руководителем GC&CS был назначен Тревис, который осуществил решительную перестройку деятельности организации, а Деннистон продолжал службу до 1945 года в ранге заместителя директора по дипломатическим и коммерческим вопросам.
Деннистон вышел на пенсию в 1945 году, впоследствии преподавал французский и латынь в городе Литерхед.
Знаменитый американский криптограф Уильям Фридман позже писал дочери Деннистона: «Ваш отец был великим человеком, перед которым все англоязычные будут оставаться в долгу очень долго, если не всегда. Печально, что так мало людей точно знает, что он сделал …»:11.

## Личная жизнь
В 1917 году Алистер женился на подруге сотрудника Комнаты 40, Дороти Мери Джиллат. В браке у четы Деннистон было двое детей, сын и дочь. Их сын Робин получил образование в Вестминстерской школе и Крайст-Чёрч, Оксфорд. После отставки Алистер был не в состоянии оплачивать обучение детей, и плату за обучение его сына внесли благотворители, а дочери пришлось покинуть школу из-за отсутствия средств.
Впоследствии Робин занялся издательской деятельностью и в 2007 году опубликовал книгу «Тридцать секретных лет» (Thirty Secret Years) — биографию своего отца.

## Награды
- Офицер ордена Британской империи (OBE) — 7 января 1918 года[17]
- Компаньон ордена Британской империи (CBE) — 2 января 1933 года[18]
- Компаньон ордена Святого Михаила и Святого Георгия (CMG) — 12 июня 1941 года[1][19]

## В массовой культуре
Деннистон — одним из персонажей фильма Мортена Тильдума «Игра в имитацию», вышедшего в 2014 году и получившего высокую оценку кинокритиков. Роль Деннистона исполняет актёр Чарльз Дэнс.